# Jamie McMurray

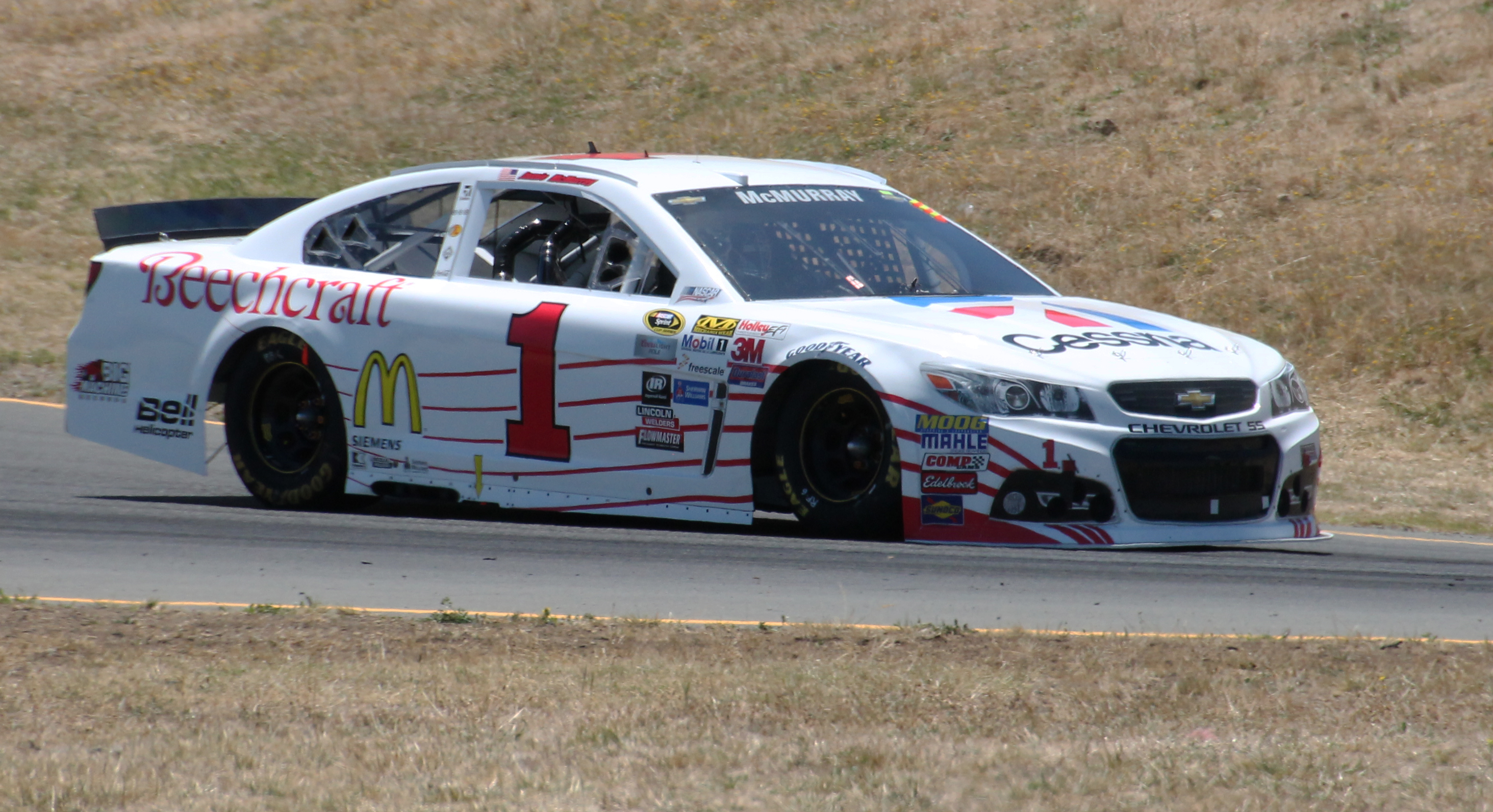
Carro de Jamie McMurray na NASCAR Cup Series em 2015.

Jamie McMurray (Joplin, Missouri, 3 de junho de 1976) é um automobilista estadunidense.
Em 1991 foi campeão mundial de kart. Corre desde 1999 nas divisões nacionias da NASCAR, tendo já corrido com carros/caminhonetes da Dodge, Chevrolet e Ford. Sua primeira vitória na principal divisão Sprint Cup ocorreu quando substitui no Dodge Interprid de número 40 na prova UAW-GM Quality 500 de 2002 em Charlotte Motor Speedway, o piloto titular até então da Chip Ganassi Racing: Sterling Marlin.
Após esse ocorrido ficou pilotando o Dodge 42 patrocinado pela Texaco até 2005. Já em 2006, Mcmurray foi correr na equipe Roush Racing com o Ford de numeral 26. No qual venceu a Pepsi 400,a corrida de verão em Daytona em 2007, pela segunda menor diferença da categoria, 0,005 segundos de vantagem sobre o segundo colocado Kyle Busch. Jamie McMurray já venceu todas as principais corridas da Sprint Cup, incluindo a famosa corrida do milhão (Sprint All-Star Race), vencida em 2014. Porém o piloto foi para os 'Playoffs' da categoria (Chase) pela primeira vez, somente no ano de 2015, e terminou o campeonato em 13º.